# Fearless Records/Diskografie
Diese Diskografie führt sämtliche Veröffentlichungen der seit 1992 bestehenden US-amerikanischen Independent-Plattenfirma Fearless Records auf.

## Übersicht
Der Albumkatalog besteht aus bisher 119 veröffentlichten Alben, 27 EPs, sowie 24 Kompilations- bzw. Sampler-CDs und mehrere Singleveröffentlichungen. Die erste Erfolgssingle des Labels ist Hey There Delilah von den Plain White T’s. Ursprünglich im Jahr 2005 veröffentlicht, erreichte das Stück mit der Neuveröffentlichung zwei Jahre später, weltweit große Resonanz. Das Lied stieg sowohl in Deutschland als auch in den Vereinigten Staaten jeweils auf Platz 1 ein und konnte im Vereinigten Königreich, Österreich und in der Schweiz Platzierungen in den Top-10 erreichen. Bis März 2013 verkaufte sich alleine die Single knapp 4.500.000 Mal, womit Hey There Delilah inzwischen 4-fach-Platin erreichte. Das dazugehörige Album Every Second Counts, welches allerdings mit Hollywood Records co-veröffentlicht wurde, erhielt im Vereinigten Königreich und in den USA Goldstatus.
Weitere ebenfalls sehr erfolgreiche Singles wurden in den Jahren 2011 und 2012 herausgebracht. Das Lied Blackout von Breathe Carolina konnte ebenfalls international Charteinstiege verbuchen und erhielt ebenfalls Platin. In Deutschland erhielt das Lied Aufmerksamkeit, da es die Titelmusik zur inzwischen eingestellten Fernsehserie Party, Bruder! war. Etwa ein Jahr darauf veröffentlichte die Rockband Pierce the Veil ihre Single King for a Day, welche sich zwar nicht in den Charts platzieren konnte, dafür im November 2013 mit Gold ausgezeichnet wurde. Das Lied wurde für zwei Kerrang! Awards – Beste Single und Bestes Video – nominiert und gewann eine Auszeichnung. Außerdem findet das Lied inzwischen in den Videospielen Guitar Hero Live und Rock Band 4 Verwendung. Das dazugehörige Album Collide with the Sky verkaufte sich zwischenzeitlich mindestens eine halbe Million Mal alleine in den Vereinigten Staaten.
Im Mai 2015 verkaufte die Plattenfirma den gesamten Katalog an die Concord Bicycle Music Group, welche bereits Wind-Up Records, Vanguard Records und Sugarhill Records besitzt, für zehn Millionen USD.
Eine spezielle, im regelmäßigen Zyklus veröffentlichte Kompilation stellt die Punk-Goes-Reihe dar. In dieser Reihe covern Punkbands bekannte Stücke aus anderen Genres, Klassiker aus anderen Jahrzehnten oder an Jahreszeiten gebundene Lieder. Die Punk-Goes-Acoustic-Alben weichen von dem Schema ab. Auf diesen Kompilationen spielen die Gruppen Akustikversionen eigener Lieder. Die 2009 veröffentlichte Punk Goes Pop 2 stieg auf Platz 15 ein und verblieb sieben Wochen in den Charts, was sowohl die Höchstposition als auch der längste Verbleib in den US-amerikanischen Charts bisher darstellt. Die auf den Samplern vertretenen Bands, stehen zumeist bei Fearless unter Vertrag.

## Diskografie

### Alben
| Jahr | Titel Interpretation                                              | Höchstplatzierung, Gesamtwochen, AuszeichnungChartplatzierungen (Jahr, Titel, Interpretation, Platzierungen, Wochen, Auszeichnungen, Anmerkungen) | Höchstplatzierung, Gesamtwochen, AuszeichnungChartplatzierungen (Jahr, Titel, Interpretation, Platzierungen, Wochen, Auszeichnungen, Anmerkungen) | Höchstplatzierung, Gesamtwochen, AuszeichnungChartplatzierungen (Jahr, Titel, Interpretation, Platzierungen, Wochen, Auszeichnungen, Anmerkungen) | Höchstplatzierung, Gesamtwochen, AuszeichnungChartplatzierungen (Jahr, Titel, Interpretation, Platzierungen, Wochen, Auszeichnungen, Anmerkungen) | Höchstplatzierung, Gesamtwochen, AuszeichnungChartplatzierungen (Jahr, Titel, Interpretation, Platzierungen, Wochen, Auszeichnungen, Anmerkungen) | Anmerkungen |
| Jahr | Titel Interpretation                                              | DE | AT | CH | UK | US | Anmerkungen |
| ---- | ----------------------------------------------------------------- | --- | --- | --- | --- | --- | --- |
| 1993 | Guilty Straight Faced                                             | — | — | — | — | — | Erstveröffentlichung: 1993                                                                                             |
| 1993 | Blown in the U.S.A. White Kaps                                    | — | — | — | — | — | Erstveröffentlichung: 1993                                                                                             |
| 1995 | The Return of The Aquabats The Aquabats                           | — | — | — | — | — | Erstveröffentlichung: 13. Juni 1995                                                                                    |
| 1995 | The Scene Is Not for Sale Glue Gun                                | — | — | — | — | — | Erstveröffentlichung: November 1995                                                                                    |
| 1996 | Trauma Blount                                                     | — | — | — | — | — | Erstveröffentlichung: 1996                                                                                             |
| 1996 | Tapped Out! Drunk in Public                                       | — | — | — | — | — | Erstveröffentlichung: 1996                                                                                             |
| 1996 | The Hand You're Dealt The Grabbers                                | — | — | — | — | — | Erstveröffentlichung: 1996                                                                                             |
| 1996 | Broken Straight Faced                                             | — | — | — | — | — | Erstveröffentlichung: 1996                                                                                             |
| 1996 | The Endless Bummer White Caps                                     | — | — | — | — | — | Erstveröffentlichung: 1996                                                                                             |
| 1997 | Acme-143 30 Foot Fall                                             | — | — | — | — | — | Erstveröffentlichung: 11. März 1997                                                                                    |
| 1997 | UnMerry Melodies Bigwig                                           | — | — | — | — | — | Erstveröffentlichung: 30. April 1997                                                                                   |
| 1997 | Westward Ho! Chuck                                                | — | — | — | — | — | Erstveröffentlichung: 1997                                                                                             |
| 1998 | In/Casino/Out At the Drive-In                                     | — | — | — | — | — | Erstveröffentlichung: 18. August 1998                                                                                  |
| 1998 | Kiss the Bunny Bickley                                            | — | — | — | — | — | Erstveröffentlichung: 10. November 1998                                                                                |
| 1999 | Finder’s Keepers Dynamite Boy                                     | — | — | — | — | — | Erstveröffentlichung: 2. Oktober 1999                                                                                  |
| 1999 | Rejected Beefcake                                                 | — | — | — | — | — | Erstveröffentlichung: 1999                                                                                             |
| 1999 | What If? Lonely Kings                                             | — | — | — | — | — | Erstveröffentlichung: 1999                                                                                             |
| 2000 | 7 Years Bad Luck Glasseater                                       | — | — | — | — | — | Erstveröffentlichung: 8. August 2000                                                                                   |
| 2000 | The Vicious Cycle Junction 18                                     | — | — | — | — | — | Erstveröffentlichung: 17. Oktober 2000                                                                                 |
| 2001 | Somewhere in America Dynamite Boy                                 | — | — | — | — | — | Erstveröffentlichung: 20. März 2001                                                                                    |
| 2001 | An Invitation to Tragedy Bigwig                                   | — | — | — | — | — | Erstveröffentlichung: 20. März 2001                                                                                    |
| 2001 | Crowning Glory Lonely Kings                                       | — | — | — | — | — | Erstveröffentlichung: 27. November 2001                                                                                |
| 2002 | Black Dress in a B Movie Keepsake                                 | — | — | — | — | — | Erstveröffentlichung: 11. Juni 2002                                                                                    |
| 2002 | The Gentle Art of Making Enemies Near Miss                        | — | — | — | — | — | Erstveröffentlichung: 9. Juli 2002                                                                                     |
| 2002 | Searching for Solid Ground Knockout                               | — | — | — | — | — | Erstveröffentlichung: 23. Juli 2002                                                                                    |
| 2002 | Glasseater                                                        | — | — | — | — | — | Erstveröffentlichung: 11. Juni 2002                                                                                    |
| 2002 | Stop Plain White T’s                                              | — | — | — | — | — | Erstveröffentlichung: 20. August 2002 Neuauflage: 6. November 2007                                                     |
| 2003 | Evanesce Anatomy of a Ghost                                       | — | — | — | — | — | Erstveröffentlichung: 21. Oktober 2003                                                                                 |
| 2004 | Palm Trees and Power Lines Sugarcult                              | — | — | — | — | US46 (20 Wo.)US | Erstveröffentlichung: 13. April 2004                                                                                   |
| 2004 | A Hostage and the Meaning of Life Brazil                          | — | — | — | — | — | Erstveröffentlichung: 20. April 2004                                                                                   |
| 2004 | Dynamite Boy                                                      | — | — | — | — | — | Erstveröffentlichung: 18. Mai 2004                                                                                     |
| 2004 | Relationship Of Command At the Drive-In                           | — | — | — | — | US116 (14 Wo.)US | Erstveröffentlichung: 12. September 2000 über Grand Royal Records Neuaufgelegt: 9. November 2004 über Fearless Records |
| 2004 | Acrobatic Tenement At the Drive-In                                | — | — | — | — | — | Erstveröffentlichung: 18. August 1999 über Flipside Records Neuauflage: 9. November 2004 über Fearless Records         |
| 2005 | All That We Needed Plain White T’s                                | — | — | — | — | US— GoldUS | Erstveröffentlichung: 25. Januar 2005                                                                                  |
| 2005 | Volcano Gatsbys American Dream                                    | — | — | — | — | — | Erstveröffentlichung: 12. April 2005                                                                                   |
| 2005 | Lightworker Yesterdays Rising                                     | — | — | — | — | — | Erstveröffentlichung: 12. Juli 2005                                                                                    |
| 2005 | Back to the Disaster Sugarcult                                    | — | — | — | — | — | Erstveröffentlichung: 15. November 2005                                                                                |
| 2005 | Don’t Get Lost in a Movement The Fully Down                       | — | — | — | — | — | Erstveröffentlichung: 22. November 2005                                                                                |
| 2005 | Start Static Sugarcult                                            | — | — | — | — | US194 (2 Wo.)US | Erstveröffentlichung: 21. August 2001 über Rumbo Records Neuauflage: 22. November 2005 über Fearless Records           |
| 2006 | Waiter: "You Vultures!" Portugal. The Man                         | — | — | — | — | — | Erstveröffentlichung: 24. Januar 2006                                                                                  |
| 2006 | Reclamation Bigwig                                                | — | — | — | — | — | Erstveröffentlichung: 7. Februar 2006                                                                                  |
| 2006 | Antidote for Irony So They Say                                    | — | — | — | — | — | Erstveröffentlichung: 7. März 2006                                                                                     |
| 2006 | Are You Nervous? Rock Kills Kid                                   | — | — | — | — | — | Erstveröffentlichung: 16. Mai 2006                                                                                     |
| 2006 | Devil Say I, I Say AIR Portugal. The Man                          | — | — | — | — | — | Erstveröffentlichung: 18. Juli 2006                                                                                    |
| 2006 | Gatsbys American Dream                                            | — | — | — | — | — | Erstveröffentlichung: 8. August 2006                                                                                   |
| 2006 | Every Second Counts Plain White T’s                               | DE26 (12 Wo.)DE | AT27 (11 Wo.)AT | CH66 (9 Wo.)CH | UK3 Gold · (17 Wo.)UK | US10 Gold · (50 Wo.)US | Erstveröffentlichung: 12. September 2006, auch bei Hollywood Records veröffentlicht Neuauflage: 12. September 2007     |
| 2006 | Lights Out Sugarcult                                              | — | — | — | — | US64 (2 Wo.)US | Erstveröffentlichung: 12. September 2006                                                                               |
| 2006 | A Static Lullaby                                                  | — | — | — | — | US173 (1 Wo.)US | Erstveröffentlichung: 10. Oktober 2006                                                                                 |
| 2007 | Losing at Life Classic Case                                       | — | — | — | — | — | Erstveröffentlichung: 20. Februar 2007                                                                                 |
| 2007 | On Frail Wings of Vanity and Wax Alesana                          | — | — | — | — | — | Erstveröffentlichung: 20. März 2007                                                                                    |
| 2007 | A Lesson in Romantics Mayday Parade                               | — | — | — | — | US— GoldUS | Erstveröffentlichung: 10. Juli 2007                                                                                    |
| 2007 | Church Mouth Portugal. The Man                                    | DE90 (1 Wo.)DE | — | — | — | — | Erstveröffentlichung: 24. Juli 2007                                                                                    |
| 2007 | Life In Surveillance So They Say                                  | — | — | — | — | — | Erstveröffentlichung: 9. Oktober 2007                                                                                  |
| 2008 | Shh. Just Go With It Every Avenue                                 | — | — | — | — | — | Erstveröffentlichung: 19. Februar 2008                                                                                 |
| 2008 | Where Myth Fades to Legend Alesana                                | — | — | — | — | US92 (2 Wo.)US | Erstveröffentlichung: 3. Juni 2008                                                                                     |
| 2008 | Can’t Stop Won’t Stop The Maine                                   | — | — | — | — | US40 (5 Wo.)US | Erstveröffentlichung: 8. Juli 2008                                                                                     |
| 2008 | Rattlesnake! A Static Lullaby                                     | — | — | — | — | — | Erstveröffentlichung: 9. September 2008                                                                                |
| 2008 | Big Bad World Plain White T’s                                     | — | — | — | — | US33 (5 Wo.)US | Erstveröffentlichung: 23. September 2008                                                                               |
| 2009 | Eyes to the Sun Sparks the Rescue                                 | — | — | — | — | — | Erstveröffentlichung: 5. Mai 2009                                                                                      |
| 2009 | Adelphia A Skylit Drive                                           | — | — | — | — | US64 (2 Wo.)US | Erstveröffentlichung: 9. Juni 2009                                                                                     |
| 2009 | Genesis Underground Eye Alaska                                    | — | — | — | — | — | Erstveröffentlichung: 7. Juli 2009                                                                                     |
| 2009 | Digital Spaces Let’s Get It                                       | — | — | — | — | — | Erstveröffentlichung: 4. August 2009                                                                                   |
| 2009 | Hello Fascination Breathe Carolina                                | — | — | — | — | US43 (2 Wo.)US | Erstveröffentlichung: 18. August 2009                                                                                  |
| 2009 | Anywhere But Here Mayday Parade                                   | — | — | — | — | US31 (5 Wo.)US | Erstveröffentlichung: 6. Oktober 2009                                                                                  |
| 2009 | Witness Blessthefall                                              | — | — | — | — | US56 (2 Wo.)US | Erstveröffentlichung: 6. Oktober 2009                                                                                  |
| 2009 | Picture Perfect Every Avenue                                      | — | — | — | — | — | Erstveröffentlichung: 3. November 2009                                                                                 |
| 2010 | The Emptiness Alesana                                             | — | — | — | — | US68 (1 Wo.)US | Erstveröffentlichung: 26. Januar 2010                                                                                  |
| 2010 | Favorite Fix Artist vs Poet                                       | — | — | — | — | — | Erstveröffentlichung: 2. März 2010                                                                                     |
| 2010 | Black and White The Maine                                         | — | — | — | — | US16 (3 Wo.)US | Erstveröffentlichung: 26. Januar 2010                                                                                  |
| 2010 | Cross Your Fingers For All Those Sleeping                         | — | — | — | — | — | Erstveröffentlichung: 20. Juli 2010                                                                                    |
| 2010 | Deceiver The Word Alive                                           | — | — | — | — | US97 (1 Wo.)US | Erstveröffentlichung: 26. Januar 2010                                                                                  |
| 2010 | Creatures Motionless in White                                     | — | — | — | — | US175 (1 Wo.)US | Erstveröffentlichung: 12. Oktober 2010                                                                                 |
| 2011 | High-Five Soup The Aquabats                                       | — | — | — | — | US181 (1 Wo.)US | Erstveröffentlichung: 18. Januar 2011                                                                                  |
| 2011 | Identity On Fire A Skylit Drive                                   | — | — | — | — | US98 (1 Wo.)US | Erstveröffentlichung: 15. Februar 2011                                                                                 |
| 2011 | Lucky Street Go Radio                                             | — | — | — | — | US77 (1 Wo.)US | Erstveröffentlichung: 1. März 2011                                                                                     |
| 2011 | Worst Thing I’ve Been Cursed With Sparks the Rescue               | — | — | — | — | — | Erstveröffentlichung: 10. Mai 2011                                                                                     |
| 2011 | Masters of the Universe Let’s Get It                              | — | — | — | — | — | Erstveröffentlichung: 24. Mai 2011                                                                                     |
| 2011 | Hell Is What You Make It Breathe Carolina                         | — | — | — | — | US42 (2 Wo.)US | Erstveröffentlichung: 12. Juli 2011                                                                                    |
| 2011 | Something for Nothing Chunk! No, Captain Chunk!                   | — | — | — | — | — | Erstveröffentlichung: 1. November 2010 über InVogue Records Neuauflage: 19. Juli 2011 über Fearless Records            |
| 2011 | Bad Habits Every Avenue                                           | — | — | — | — | US63 (1 Wo.)US | Erstveröffentlichung: 2. August 2011                                                                                   |
| 2011 | If You’re Young The Static Jacks                                  | — | — | — | — | — | Erstveröffentlichung: 30. August 2011                                                                                  |
| 2011 | Mayday Parade                                                     | — | — | — | — | US12 (4 Wo.)US | Erstveröffentlichung: 4. Oktober 2011                                                                                  |
| 2011 | Awakening Blessthefall                                            | — | — | — | — | US32 (2 Wo.)US | Erstveröffentlichung: 4. Oktober 2011                                                                                  |
| 2012 | What Are You Scared Of? Tonight Alive                             | — | — | — | — | — | Erstveröffentlichung: 13. Februar 2012                                                                                 |
| 2012 | Weapons Lostprophets                                              | DE86 (1 Wo.)DE | AT74 (1 Wo.)AT | — | UK9 (5 Wo.)UK | US145 (1 Wo.)US | Erstveröffentlichung: 2. April 2012                                                                                    |
| 2012 | Speak in Code Eve 6                                               | — | — | — | — | US40 (1 Wo.)US | Erstveröffentlichung: 24. April 2012                                                                                   |
| 2012 | Outspoken For All Those Sleeping                                  | — | — | — | — | US95 (1 Wo.)US | Erstveröffentlichung: 19. Juni 2012                                                                                    |
| 2012 | Life Cycles The Word Alive                                        | — | — | — | — | US50 (1 Wo.)US | Erstveröffentlichung: 3. Juli 2012                                                                                     |
| 2012 | Collide with the Sky Pierce the Veil                              | — | — | — | — | US12 Gold · (15 Wo.)US | Erstveröffentlichung: 17. Juli 2012                                                                                    |
| 2012 | Close the Distance Go Radio                                       | — | — | — | — | US54 (1 Wo.)US | Erstveröffentlichung: 18. September 2012                                                                               |
| 2012 | To Keep Us Safe Upon This Dawning                                 | — | — | — | — | — | Erstveröffentlichung: 23. Oktober 2012                                                                                 |
| 2012 | Infamous Motionless in White                                      | — | — | — | — | US53 (1 Wo.)US | Erstveröffentlichung: 13. November 2012                                                                                |
| 2013 | Legendary The Summer Set                                          | — | — | — | — | US53 (1 Wo.)US | Erstveröffentlichung: 16. April 2013                                                                                   |
| 2013 | Pardon My French Chunk! No, Captain Chunk!                        | — | — | — | — | US72 (1 Wo.)US | Erstveröffentlichung: 30. April 2013                                                                                   |
| 2013 | J.A.C.K. Forever the Sickest Kids                                 | — | — | — | — | US94 (1 Wo.)US | Erstveröffentlichung: 25. Juni 2013                                                                                    |
| 2013 | Hollow Bodies Blessthefall                                        | — | — | — | — | US15 (2 Wo.)US | Erstveröffentlichung: 20. August 2013                                                                                  |
| 2013 | The Other Side Tonight Alive                                      | — | — | — | UK59 (1 Wo.)UK | US43 (1 Wo.)US | Erstveröffentlichung: 10. September 2013                                                                               |
| 2013 | Monsters in the Closet Mayday Parade                              | — | — | — | — | US10 (4 Wo.)US | Erstveröffentlichung: 8. Oktober 2013                                                                                  |
| 2013 | Everyone’s Out to Get Me Get Scared                               | — | — | — | — | US172 (1 Wo.)US | Erstveröffentlichung: 11. November 2013                                                                                |
| 2014 | Savages Breathe Carolina                                          | — | — | — | — | US22 (1 Wo.)US | Erstveröffentlichung: 15. April 2014                                                                                   |
| 2014 | Real The Word Alive                                               | — | — | — | — | US33 (1 Wo.)US | Erstveröffentlichung: 10. Juni 2014                                                                                    |
| 2014 | Losers and Kings The Downtown Fiction                             | — | — | — | — | — | Erstveröffentlichung: 17. Juni 2014                                                                                    |
| 2014 | Incomplete Me For All Those Sleeping                              | — | — | — | — | US79 (1 Wo.)US | Erstveröffentlichung: 23. Juni 2014                                                                                    |
| 2014 | Maybe This Place Is the Same and We're Just Changing Real Friends | — | — | — | — | US24 (1 Wo.)US | Erstveröffentlichung: 22. Juli 2014                                                                                    |
| 2014 | Hold On Pain Ends The Color Morale                                | — | — | — | — | US28 (1 Wo.)US | Erstveröffentlichung: 2. September 2014                                                                                |
| 2014 | Reincarnate Motionless in White                                   | — | — | — | UK43 (1 Wo.)UK | US9 (4 Wo.)US | Erstveröffentlichung: 2014                                                                                             |
| 2015 | Lost Isles Oceans Ate Alaska                                      | — | — | — | — | — | Erstveröffentlichung: 24. Februar 2015                                                                                 |
| 2015 | Never Happy, Ever After As It Is                                  | — | — | — | UK39 (1 Wo.)UK | US159 (1 Wo.)US | Erstveröffentlichung: 21. April 2015                                                                                   |
| 2015 | Get Lost, Find Yourself Chunk! No, Captain Chunk!                 | — | — | — | — | US113 (1 Wo.)US | Erstveröffentlichung: 18. Mai 2015                                                                                     |
| 2015 | Found in Far Away Places August Burns Red                         | DE56 (1 Wo.)DE | AT66 (1 Wo.)AT | — | — | US9 (1 Wo.)US | Erstveröffentlichung: 29. Juni 2015                                                                                    |
| 2015 | For Those Left Behind Blessthefall                                | — | — | — | — | US23 (1 Wo.)US | Erstveröffentlichung: 18. September 2015                                                                               |
| 2015 | Black Lines Mayday Parade                                         | — | — | — | — | US21 (1 Wo.)US | Erstveröffentlichung: 9. Oktober 2015                                                                                  |
| 2015 | Demons Get Scared                                                 | — | — | — | — | — | Erstveröffentlichung: 30. Oktober 2015                                                                                 |
| 2015 | Blueprints Wage War                                               | — | — | — | — | — | Erstveröffentlichung: 27. November 2015                                                                                |
| 2015 | Every Trick in the Book Ice Nine Kills                            | — | — | — | — | US122 (1 Wo.)US | Erstveröffentlichung: 4. Dezember 2015                                                                                 |
| 2016 | Limitless Tonight Alive                                           | — | — | — | UK37 (1 Wo.)UK | — | Erstveröffentlichung: 4. März 2016                                                                                     |
| 2016 | Dark Matter The Word Alive                                        | — | — | — | — | US74 (1 Wo.)US | Erstveröffentlichung: 18. März 2016                                                                                    |
| 2016 | Stories for Monday The Summer Set                                 | — | — | — | — | US84 (1 Wo.)US | Erstveröffentlichung: 1. April 2016                                                                                    |
| 2016 | Misadventures Pierce the Veil                                     | DE98 (1 Wo.)DE | — | — | UK17 (1 Wo.)UK | US4 (5 Wo.)US | Erstveröffentlichung: 13. Mai 2016                                                                                     |
| 2016 | Desolate Divine The Color Morale                                  | — | — | — | — | US155 (1 Wo.)US | Erstveröffentlichung: 19. August 2016                                                                                  |
| 2016 | Lifelines I Prevail                                               | — | — | — | UK72 (1 Wo.)UK | US15 (5 Wo.)US | Erstveröffentlichung: 20. Oktober 2016                                                                                 |
| 2017 | okay As It Is                                                     | — | — | — | UK48 (1 Wo.)UK | — | Erstveröffentlichung: 20. Januar 2017                                                                                  |
| 2017 | Adornment Grayscale                                               | — | — | — | — | — | Erstveröffentlichung: 5. Mai 2017                                                                                      |
| 2017 | Different Animals Volumes                                         | — | — | — | — | — | Erstveröffentlichung: 9. Juni 2017                                                                                     |
| 2017 | AM / PM The White Noise                                           | — | — | — | — | — | Erstveröffentlichung: 23. Juni 2017                                                                                    |
| 2017 | All Smiles Sworn In                                               | — | — | — | — | — | Erstveröffentlichung: 30. Juni 2017                                                                                    |
| 2017 | Hikari Oceans Ate Alaska                                          | — | — | — | — | — | Erstveröffentlichung: 28. Juli 2017                                                                                    |
| 2017 | Deadweight Wage War                                               | — | — | — | — | US54 (1 Wo.)US | Erstveröffentlichung: 4. August 2017                                                                                   |
| 2017 | Pain Again Varials                                                | — | — | — | — | — | Erstveröffentlichung: 11. August 2017                                                                                  |
| 2017 | Phantom Anthem August Burns Red                                   | DE58 (1 Wo.)DE | AT40 (1 Wo.)AT | CH56 (1 Wo.)CH | — | US19 (1 Wo.)US | Erstveröffentlichung: 6. Oktober 2017                                                                                  |
| 2017 | Feel Something Movements                                          | — | — | — | — | US191 (1 Wo.)US | Erstveröffentlichung: 20. Oktober 2017                                                                                 |
| 2017 | The Beast Inside My Enemies & I                                   | — | — | — | — | — | Erstveröffentlichung: 3. November 2017                                                                                 |
| 2018 | Dispose The Plot in You                                           | — | — | — | — | US133 (1 Wo.)US | Erstveröffentlichung: 16. Februar 2018                                                                                 |
| 2018 | Red Lights Milestones                                             | — | — | — | — | — | Erstveröffentlichung: 28. Februar 2018                                                                                 |
| 2018 | Erase Me Underoath                                                | — | — | — | — | US16 (1 Wo.)US | Erstveröffentlichung: 6. April 2018                                                                                    |
| 2018 | Violent Noise The Word Alive                                      | — | — | — | — | — | Erstveröffentlichung: 4. Mai 2018                                                                                      |
| 2018 | Composure Real Friends                                            | — | — | — | — | US166 (1 Wo.)US | Erstveröffentlichung: 13. Juli 2018                                                                                    |
| 2018 | The Great Depression As It Is                                     | — | — | — | UK29 (1 Wo.)UK | US198 (1 Wo.)US | Erstveröffentlichung: 10. August 2018                                                                                  |
| 2018 | Parallel Universe Plain White T’s                                 | — | — | — | — | — | Erstveröffentlichung: 24. August 2018                                                                                  |
| 2018 | The Silver Scream Ice Nine Kills                                  | — | — | — | — | US29 (1 Wo.)US | Erstveröffentlichung: 5. Oktober 2018                                                                                  |
| 2019 | Midnight Set It Off!                                              | — | — | — | — | US86 (1 Wo.)US | Erstveröffentlichung: 1. Februar 2019                                                                                  |
| 2019 | Trauma I Prevail                                                  | DE32 (1 Wo.)DE | AT38 (1 Wo.)AT | CH58 (1 Wo.)CH | UK60 (1 Wo.)UK | US14 (3 Wo.)US | Erstveröffentlichung: 29. März 2019                                                                                    |
| 2019 | The Dead Days Get Scared                                          | — | — | — | — | — | Erstveröffentlichung: 19. April 2019                                                                                   |
| 2019 | Fluorescence Eat Your Heart Out                                   | — | — | — | — | — | Erstveröffentlichung: 17. Mai 2019                                                                                     |

### EPs
| Jahr | Titel Interpretation                          | Höchstplatzierung, Gesamtwochen, AuszeichnungChartplatzierungen (Jahr, Titel, Interpretation, Platzierungen, Wochen, Auszeichnungen, Anmerkungen) | Höchstplatzierung, Gesamtwochen, AuszeichnungChartplatzierungen (Jahr, Titel, Interpretation, Platzierungen, Wochen, Auszeichnungen, Anmerkungen) | Anmerkungen                                        |
| Jahr | Titel Interpretation                          | UK | US | Anmerkungen                                        |
| ---- | --------------------------------------------- | --- | --- | -------------------------------------------------- |
| 1999 | Vaya At the Drive-In                          | — | — | Erstveröffentlichung: 27. Juli 1999                |
| 2002 | Dasein Brazil                                 | — | — | Erstveröffentlichung: 17. September 2002           |
| 2002 | Heroes from the Future Junction 18            | — | — | Erstveröffentlichung: 17. September 2002           |
| 2003 | Rock Kills Kid                                | — | — | Erstveröffentlichung: 28. Januar 2003              |
| 2003 | Mortgage Is Bank The Kinison                  | — | — | Erstveröffentlichung: 21. Oktober 2003             |
| 2004 | When We Speak, We Breathe Yesterdays Rising   | — | — | Erstveröffentlichung: 5. Oktober 2004              |
| 2005 | So They Say                                   | — | — | Erstveröffentlichung: 14. Juni 2005                |
| 2006 | Hey There Delilah Plain White T’s             | — | — | Erstveröffentlichung: 9. Mai 2006                  |
| 2006 | Tales Told by Dead Friends Mayday Parade      | — | — | Erstveröffentlichung: 7. November 2006             |
| 2007 | Ah! Every Avenue                              | — | — | Erstveröffentlichung: 14. August 2007              |
| 2007 | The Way We Talk The Maine                     | — | — | Erstveröffentlichung: 11. Dezember 2007            |
| 2008 | The Sounds Of Love The Morning Light          | — | — | Erstveröffentlichung: 4. März 2008                 |
| 2008 | Yellow and Elephant Eye Alaska                | — | — | Erstveröffentlichung: 17. Juni 2008                |
| 2008 | Artist vs Poet                                | — | — | Erstveröffentlichung: 18. November 2008            |
| 2008 | …And a Happy New Year The Maine               | — | — | Erstveröffentlichung: 9. Dezember 2008             |
| 2009 | When Love Met Destruction Motionless in White | — | — | Erstveröffentlichung: 17. Februar 2009             |
| 2009 | Empire The Word Alive                         | — | — | Erstveröffentlichung: 21. Juli 2009                |
| 2010 | Do Overs and Second Chances Go Radio          | — | — | Erstveröffentlichung: 20. April 2010               |
| 2010 | Hello World Amely                             | — | — | Erstveröffentlichung: 14. September 2010           |
| 2010 | Radio Down! The Aquabats                      | — | — | Erstveröffentlichung: 9. November 2010             |
| 2011 | Valdosta Mayday Parade                        | — | US127 (1 Wo.)US | Erstveröffentlichung: 8. März 2011                 |
| 2011 | Live Under Lights Amely                       | — | — | Erstveröffentlichung: 19. April 2011               |
| 2011 | Blackout: The Remixes Breathe Carolina        | — | — | Erstveröffentlichung: 27. September 2011           |
| 2011 | Consider This Tonight Alive                   | — | — | Erstveröffentlichung: 8. November 2011             |
| 2015 | More Acoustic Songs Real Friends              | — | — | Erstveröffentlichung: 28. April 2015               |
| 2015 | Heart vs Mind I Prevail                       | — | US88 (1 Wo.)US | Erstveröffentlichung: 24. Juli 2015                |
| 2015 | Sick World My Enemies & I                     | — | — | Erstveröffentlichung: 25. September 2015           |
| 2016 | Aren’t You Glad? The White Noise              | — | — | Erstveröffentlichung: 26. Februar 2016             |
| 2016 | Outgrown Things Movements                     | — | — | Erstveröffentlichung: 11. März 2016                |
| 2016 | Equal Measures Milestones                     | — | — | Erstveröffentlichung: 11. März 2016                |
| 2017 | Today I Saw the Whole World a Pierce the Veil | — | — | Erstveröffentlichung: 6. Oktober 2017 nur Digital  |
| 2017 | Artist Inspiration Series The Color Morale    | — | — | Erstveröffentlichung: 27. Oktober 2017 nur Digital |
| 2017 | Mind Games Eat Your Heart Out                 | — | — | Erstveröffentlichung: 1. Dezember 2017             |
| 2018 | Winter Wilderness August Burns Red            | — | — | Erstveröffentlichung: 9. November 2018             |
| 2018 | 1981 I Don’t Know How But They Found Me       | — | — |                                                    |

### Kompilationen
| Jahr | Titel Interpretation                                             | Höchstplatzierung, Gesamtwochen, AuszeichnungChartsChartplatzierungen (Jahr, Titel, Interpretation, Platzierungen, Wochen, Auszeichnungen, Anmerkungen) | Anmerkungen                             |
| Jahr | Titel Interpretation                                             | US | Anmerkungen                             |
| ---- | ---------------------------------------------------------------- | --- | --------------------------------------- |
| 1996 | Punk Bites Verschiedene Interpreten                              | — | Erstveröffentlichung: 1996              |
| 1997 | Punk Bites 2 Verschiedene Interpreten                            | — | Erstveröffentlichung: 1997              |
| 1999 | Serial Killer Compilation Verschiedene Interpreten               | — | Erstveröffentlichung: 16. Februar 1999  |
| 2000 | Myths, Legends and Other Amazing Adventures, Vol. 2 The Aquabats | — | Erstveröffentlichung: 7. November 2000  |
| 2002 | Don’t Be Scared Vol. 2 Verschiedene Interpreten                  | — | Erstveröffentlichung: 2002              |
| 2003 | 2003 and Beyond Verschiedene Interpreten                         | — | Erstveröffentlichung: 2003              |
| 2005 | This Station Is Non-Operational At the Drive-In                  | US95 (3 Wo.)US | Erstveröffentlichung: 24. April 2005    |
| 2010 | ’Tis the Season to Be Fearless Verschiedene Interpreten          | — | Erstveröffentlichung: 22. November 2010 |

### Punk-Goes-Reihe
| Jahr | Titel Interpretation                            | Höchstplatzierung, Gesamtwochen, AuszeichnungChartsChartplatzierungen (Jahr, Titel, Interpretation, Platzierungen, Wochen, Auszeichnungen, Anmerkungen) | Anmerkungen |
| Jahr | Titel Interpretation                            | US | Anmerkungen |
| ---- | ----------------------------------------------- | --- | --- |
| 2000 | Punk Goes Metal Verschiedene Interpreten        | — | Erstveröffentlichung: 1. August 2000 Vertretende Künstler: AFI, Bigwig, New Found Glory, The Ataris, Guttermouth u. a.                                           |
| 2002 | Punk Goes Pop Verschiedene Interpreten          | — | Erstveröffentlichung: 3. April 2002 Vertretende Künstler: Yellowcard, Further Seems Forever, The Starting Line, Reach the Sky, Thrice u. a.                      |
| 2003 | Punk Goes Acoustic Verschiedene Interpreten     | — | Erstveröffentlichung: 21. Oktober 2003 Vertretende Künstler: Sugarcult, Finch, Taking Back Sunday, From Autumn to Ashes, Rise Against u. a.                      |
| 2005 | Punk Goes 80’s Verschiedene Interpreten         | — | Erstveröffentlichung: 7. Juni 2005 Vertretende Künstler: The Early November, Emery, Motion City Soundtrack u. a.                                                 |
| 2006 | Punk Goes 90’s Verschiedene Interpreten         | US186 (2 Wo.)US | Erstveröffentlichung: 9. Mai 2006 Vertretende Künstler: Gym Class Heroes, Scary Kids Scaring Kids, Bleeding Through, Anberlin, Copeland u. a.                    |
| 2007 | Punk Goes Acoustic 2 Verschiedene Interpreten   | US125 (1 Wo.)US | Erstveröffentlichung: 8. Mai 2007 Vertretende Künstler: The Audition, All Time Low, Say Anything, Silverstein, The All-American Rejects u. a.                    |
| 2008 | Punk Goes Crunk Verschiedene Interpreten        | US86 (1 Wo.)US | Erstveröffentlichung: 9. Mai 2008 Vertretende Künstler: Set Your Goals, My American Heart, Lorene Drive, The Devil Wears Prada u. a.                             |
| 2009 | Punk Goes Pop 2 Verschiedene Interpreten        | US15 (7 Wo.)US | Erstveröffentlichung: 10. März 2009 Vertretende Künstler: A Day to Remember, Escape the Fate, There for Tomorrow, Chiodos, Attack Attack! u. a.                  |
| 2010 | Punk Goes Classic Rock Verschiedene Interpreten | US34 (2 Wo.)US | Erstveröffentlichung: 27. April 2010 Vertretende Künstler: The Almost, I See Stars, Never Shout Never, Envy on the Coast u. a.                                   |
| 2010 | Punk Goes Pop 3 Verschiedene Interpreten        | US26 (1 Wo.)US | Erstveröffentlichung: 22. November 2010 Vertretende Künstler: Woe, Is Me, Asking Alexandria, Family Force 5, Of Mice & Men, Cute Is What We Aim For u. a.        |
| 2011 | Punk Goes X Verschiedene Interpreten            | — | Erstveröffentlichung: 25. Januar 2011 Vertretende Künstler: Hit the Lights, The Word Alive, This Century, The Maine u. a.                                        |
| 2011 | Punk Goes Pop 4 Verschiedene Interpreten        | US92 (2 Wo.)US | Erstveröffentlichung: 21. November 2011 Vertretende Künstler: Pierce the Veil, Sleeping with Sirens, Go Radio, Allstar Weekend, Her Name In Blood u. a.          |
| 2012 | Punk Goes Pop 5 Verschiedene Interpreten        | US16 (1 Wo.)US | Erstveröffentlichung: 6. November 2012 Vertretende Künstler: Memphis May Fire, Upon This Dawning, We Came as Romans, Issues, Crown the Empire, Craig Owens u. a. |
| 2013 | Punk Goes Christmas Verschiedene Interpreten    | US95 (1 Wo.)US | Erstveröffentlichung: 14. November 2013 Vertretende Künstler: Man Overboard, Set It Off, Jason Lancaster, The Ready Set u. a.                                    |
| 2014 | Punk Goes 90’s 2 Verschiedene Interpreten       | US41 (1 Wo.)US | Erstveröffentlichung: 1. April 2014 Vertretende Künstler: The Color Morale, Hands Like Houses, The Ghost Inside, Falling in Reverse u. a.                        |
| 2014 | Punk Goes Pop 6 Verschiedene Interpreten        | US19 (2 Wo.)US | Erstveröffentlichung: 17. November 2014 Vertretende Künstler: Tyler Carter, Upon a Burning Body, Palisades, Volumes, Slaves u. a.                                |
| 2017 | Punk Goes Pop 7 Verschiedene Interpreten        | — | Erstveröffentlichung: 14. Juli 2017 Vertretende Künstler: State Champs, The Amity Affliction, Eat Your Heart Out, Dance Gavin Dance, Too Close to Touch u. a.    |